# Чаки (Детские игры)
Чаки (англ. Chucky), настоящее имя Чарльз Ли Рэй (англ. Charles Lee Ray) — главный антагонист франшизы в жанре слэшер «Детские игры», созданный Доном Манчини. Чаки дебютировал в фильме «Детские игры», после чего появлялся во всех последующих частях серии и стал одним из культовых вымышленных злодеев фильмов ужасов. Полное имя Чаки образовано от имён трёх известных убийц — Чарльза Мэнсона, Ли Харви Освальда и Джеймса Эрла Рэя.
Чарльз Ли Рэй был серийным убийцей, который был застрелен полицейским в магазине игрушек. Перед смертью ему удалось переселить свою душу в тело куклы «Хорошего парня», прибегнув к магии вуду. Несмотря на желание вернуться в человеческое обличие, Чаки использует свою игрушечную форму для убийства ничего не подозревающих людей. В дальнейшем ему удалось расколоть свою душу, что привело к созданию культа Чаки.
Роль Чарльза в человеческом теле исполнил Брэд Дуриф, который также озвучил его в теле куклы. В сериале «Чаки» молодого Чарльза сыграла родная дочь Дурифа, Фиона. В фильме-перезапуске 2019 года Чаки озвучил Марк Хэмилл.

## Создание образа

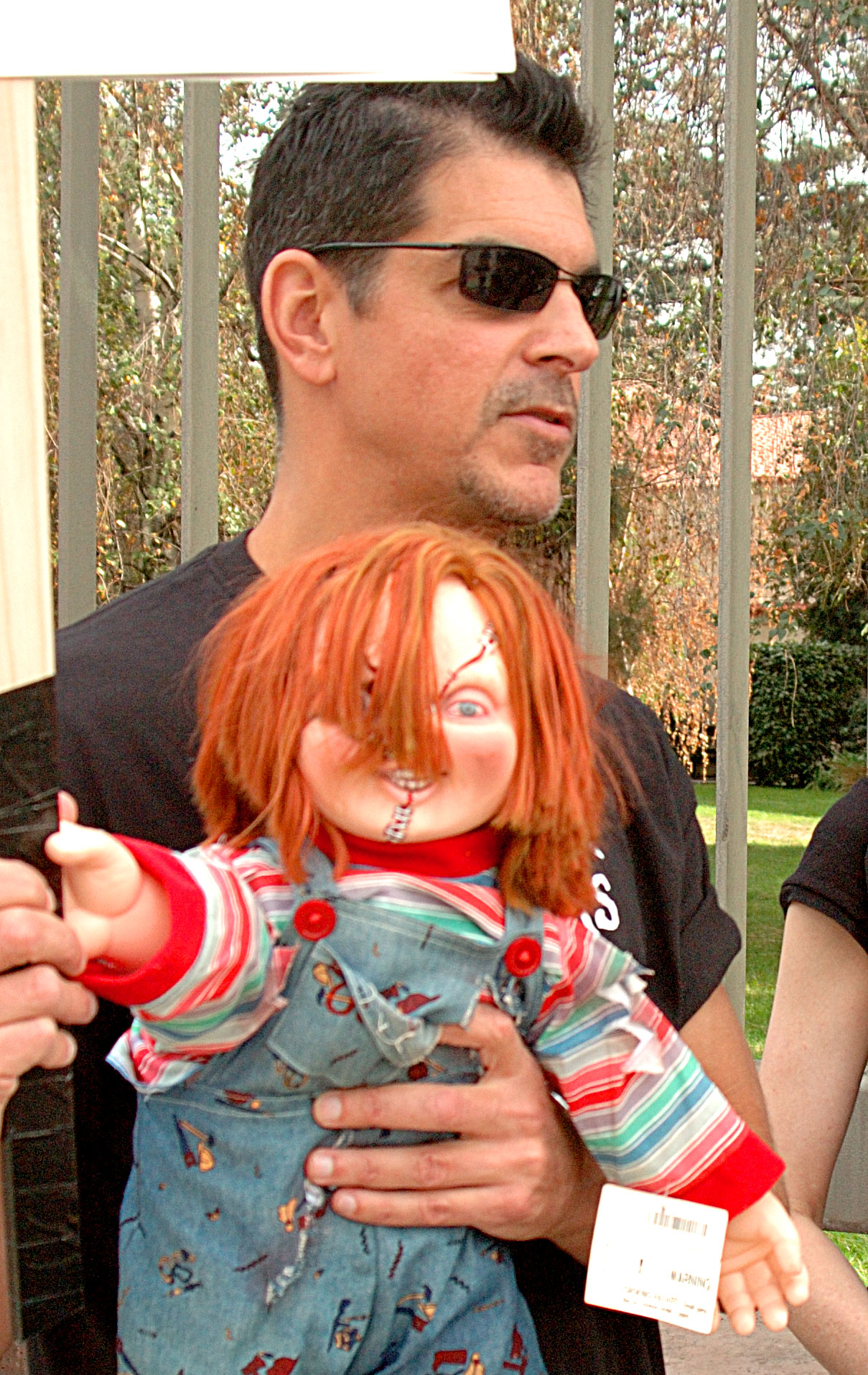
Дон Манчини, создатель Чаки, изначально хотел написать мрачную сатиру о влиянии маркетинга на детей.

Сценарист киносерии Дон Манчини изначально задумался о концепции куклы-убийцы ещё в студенческие годы, которые он провёл в Калифорнийском университете в Лос-Анджелесе. Источником вдохновения для Манчини послужило потребительское общество 1980-х годов, с возрастанием влияния маркетинга на детей, с чем Манчини столкнулся во время работы со своим отцом, менеджером по рекламе. Напряжённые отношения с отцом, а также непринятие со стороны сверстников из-за его гомосексуальности повлияли на содержание сценария «Детских игр» 1988 года, где в центре сюжета был воспитанный матерью-одиночкой ребёнок, выросший без отца. Не последнюю роль в разработке концепции сыграли куклы Капустные дети, фильмы «Трилогия ужаса», «Магия», «Полтергейст», персонаж Фредди Крюгер из франшизы «Кошмар на улице Вязов» и эпизод «Живая кукла» из сериала «Сумеречная зона». Исполнительный продюсер Дэвид Киршнер, принявший участие в производстве всех семи фильмов о Чаки, в том же интервью заявил, что хотел снять фильм о кукле-убийце после прочтения книги «Убийства в кукольном домике». Кроме того, режиссёр «Детских игр» Том Холланд подтвердил влияние куклы «Мой приятель» на создание образа главного злодея.
Изначально Манчини хотел написать мрачную сатиру о влиянии маркетинга на детей, где кукла не была настоящим убийцей и не оживала с помощью магии вуду, будучи проявлением бессознательной ярости маленького мальчика. В другом варианте сценария, где фильм назывался «Батарейки в комплект не входят», была сюжетная линия о куклах с реалистичной плотью, которая могла рваться и кровоточить, как человек. Энди должен был оживить Чаки с помощью своей крови, попавшей на куклу в сцене, где он случайно порезал палец.
Существует версия, что предыстория и образ Чаки базировались на реальном случае, произошедшем в США: в 1906 году, юный живописец Роберт Джин Отто получил в подарок от своей служанки 40 дюймовую куклу в матросской одежде, которая якобы разбрасывала его вещи по комнате и самостоятельно передвигалась по дому по ночам; родители юноши слышали, как сын общался со своей игрушкой за закрытой дверью, утверждая, что из комнаты доносился другой, более низкий голос, сопровождающийся жутким хихиканьем. Тем не менее, ни режиссёр «Детских игр» Том Холланд, ни создатель Чаки Донм Манчини никогда не подтверждали влияние этой истории на создание их вымышленного персонажа.

### Исполнение
«Чаки остаётся монстром, несмотря ни на что, поэтому он должен быть страшным постоянно. Существует дилемма между тем, что Чаки любит свою работу, за неимением лучшего варианта, и тем, что Чаки ничего не стоит превратить живого человека в кусок мяса. Именно эти вещи определяют персонажа. То направление, которого необходимо придерживаться, поэтому невозможно всё время делать Чаки смешным. Это просто не сработает. Он нуждается в данной крайности».

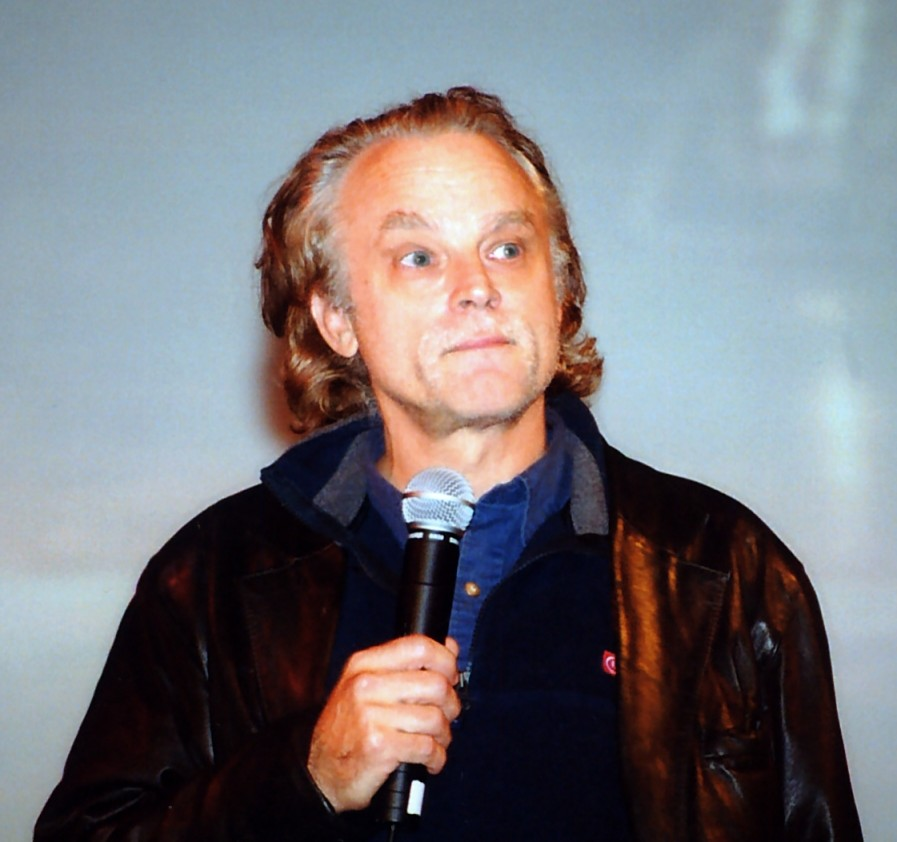
Брэд Дуриф исполнил роль Чарльза Ли Рэя и озвучил Чаки во всех фильмах классической серии, а также сериале.

Первоначально, роль Чарльза Ли Рэя должен был исполнить Джон Литгоу, однако Холланд нанял Брэда Дурифа, который работал с ним над фильмом «Смертельная красотка» 1987 года. Планировалось, что в кукольной форме Чаки будет задействован звуковой чип, однако подход к речи куклы был переосмыслен. Когда Дуриф был недоступен для озвучивания из-за своего участия в картине «Спонтанное возгорание» 1990 года, Холланд выбрал Джессику Уолтер в качестве голоса Чаки, вдохновившись игрой Мерседес Маккэмбридж в роли Пазузу в фильме «Экзорцист». Тем не менее, тестовый показ фильма провалился из-за неподходящего исполнения Уолтер. Холланд, Киршнер и Манчини сочли её голос достаточно угрожающим, однако, по их мнению, она не смогла передать юмор, являющийся неотъемлемой частью персонажа, после чего все её реплики были перезаписаны Дурифом.
Эд Гейл исполнил роль куклы Чаки в первом, втором и четвертом фильмах франшизы, в сценах, где персонаж должен был передвигаться. Дебби Ли Каррингтон проделала аналогичную работу в «Культе Чаки». С первого по четвёртый фильмы движениями куклы управлял Брок Уинклесс, а в последующих частях его сменил Тони Гарднер.
В сериале «Чаки» роль молодого Чарльза Ли Рэя сыграла Фиона, дочь Брэда Дурифа, которая также исполнила роль Ники Пирс, другой героини сериала. Манчини некоторое время размышлял, кто бы мог воплотить на экране молодого Чарльза, после чего осознал, что «ответ лежал на поверхности», так как Фиона была очень сильно похожа на своего отца: «Нам просто нужно было немного увеличить её нос и подбородок, а также придать ей более густые, менее женственные брови». Сама Фиона сравнила работу гримёров с приложением для смешивания лиц в Instagram.
Марк Хэмилл озвучил Чаки в фильме-перезапуске 2019 года. Режиссёр картины очень хотел, чтобы культовый актёр озвучил переосмысленного классического персонажа, а сам Хэмилл, будучи большим поклонником игры Дурифа, заинтересовался возможностью изобразить другую версию Чаки с иной историей происхождения.

### Визуальные эффекты
По словам Манчини, он пытался воссоздать чувство страха при виде куклы, которое испытал сам в далёком детстве, поскольку куклы его сестёр «выглядели жутко при определённом освещении». Большинство сцен с участием Чаки было снято с аниматронной марионеткой, которой управляли 11 специалистов. Каждый из них отвечал за определённую часть тела куклы, включая брови. Специалист по спецэффектам Говард Бергер вспоминал, что им потребовалось 27 дублей, чтобы заставить Чаки нажать кнопку во время убийства врача электрическим током. Созданием кукол занимался Кевин Ягер. Для фильма было создано несколько аниматроников Чаки, таких как взбудораженный Чаки, передвигающийся Чаки и неподвижный Чаки. Лицо аниматронной куклы управлялось с помощью пульта дистанционного управления с помощью установки, фиксирующей движения лица кукловода Брока Уинклесса. Также в фильме были задействованы статисты невысокого роста и актёры-дети.

## Биография персонажа

### До событий фильмов
Чарльз Ли Рэй родился 1 мая 1958 года в городе Хакенсак, штат Нью-Джерси. В 1965 году, когда Чарльзу было 7 лет, в его дом ворвался злоумышленник, который убил отца мальчика прямо на его глазах. Его мать попыталась спрятаться вместе с ним в шкафу, однако, когда преступник нашёл их, он с удивлением обнаружил, что Чарльз зарезал мать до смерти, чтобы «помочь» ему. После смерти родителей Чарльза поместили в дом для малолетних преступников. В 1972 году, когда Чарльзу было 14 лет, он убил уборщика и представил группе детей его изуродованное тело как «Капитана Крюка», когда они подражали Питеру Пэну и потерянным мальчикам. Друзья Чарльза в ужасе сбежали, за исключением мальчика по имени Эдди Капуто. Когда приехала полиция, Чарльз решил скрыться, оставив Эдди в подарок отрубленную руку.
В какой-то момент в 1980-х годах, Чарльз встретил в ночном клубе рыжеволосую девушку по имени Тиффани и отвёз её в отель с другой женщиной по имени Делайла. Две женщины занимались прелюдией, после чего Чарльз прервал их, оттащил рыжеволосую в сторону и начал угрожать ей ножом. К удивлению Чарльза, та не испытыла страха и попросила зарезать её, отчего поражённый Рэй зарезал вместо неё Делайлу. Когда Чарльз передал нож рыжеволосой, та с наслаждением присоединилась к убийству. Девушка представилась Чарльзу под именем Тиффани и посоветовала ему называть себя просто «Чаки», тогда как молодой человек рекомендовал ей перекраситься в блондинку. Чаки и Тиффани покинули Хакенсак в 1987 году после убийства человека, который пытался продать свою машину, на которой они и уехали из города.
В 1988 году, Тиффани и Чаки переехали в Чикаго. Во время своего пребывания в Чикаго, Чаки изучал магию вуду под руководством адепта по имени Джон Бишоп, в попытках научиться обманывать смерть. Без ведома Джона, Чаки извратил эти учения, которые предназначались для использования во благо, чтобы совершить серию ритуальных убийств, в результате чего он приобрёл широкую известность как «Душитель с озера». Известными сообщниками, которые помогли Чаки совершить его злодеяния, были Эдди Капуто и Тиффани Валентайн.
Во время осуществления преступной деятельности в качестве «Душителя», Чаки был одержим беременной женщиной по имени Сара Пирс и убил её мужа Дэниела, после чего похитил Сару. Примерно в то же время между Чарльзом и Тиффани возникла напряженность, когда Тиффани узнала, что Чаки убивает людей без неё. Затем Тиффани анонимно позвонила в полицию, сообщив им о местонахождении Ли Рэя. Полиция обнаружила, где Чаки держал Сару, и тот, ошибочно полагая, что это она сдала его, ударил её ножом в живот, в результате чего её нерожденный ребенок Ника Пирс оказалась парализована ниже пояса. Вскоре после этого детектив Майк Норрис вышел на след Ли Рэя.

### Классическая серия

Серийный убийца Чарльз Ли Рэй проводит ритуал вуду, намереваясь поместить свою душу в тело куклы «Хорошего парня».

Будучи преследуемым полицейским Майком Норрисом, раненый Чарльз Ли Рэй проникает в магазин игрушек, где проводит ритуал вуду с куклой «Хорошего парня», переселив свою душу в его тело. В то время как Ли Рэй официально считается погибшим, кукла с его душой попадает в дом маленького Энди Баркли. Он убивает няню мальчика, а затем мстит своему напарнику Эдди Капуто. От Джона Бишопа, который посвятил его в тайны магии вуду, Чаки узнаёт, что его тело очеловечивается и единственный способ спасения души Ли Рэя заключается в её переселении в тело первого человека, узнавшего его секрет, коим является Энди. В результате, мать Энди, Карен, и Норрис также узнают, кто стоял за последними убийствами и расправляются с куклой выстрелом в сердце. Когда Карен Баркли рассказывает в суде историю о кукле-убийце, её отправляются на принудительное лечение в психиатрической больнице. Дабы развеять слухи компания «Play Pals», которой принадлежит кукла, проводит собственную экспертизу останков и не находит в них ничего необычного, а потому куклу решают восстановить. В результате Чаки возвращается к жизни и, после убийства руководителя компании, решает найти Энди, который, как оказалось, был отдан в новую семью. Чаки расправляется с приёмными родителями Энди, он, в конечном итоге, проводит ритуал по переселению души, однако делает это слишком поздно и навсегда застревает в теле «Хорошего парня». Вместе со своей приёмной сестрой Кайл, Энди побеждает Чаки, расплавив его тело, а затем взорвав очнувшуюся голову. Восемь лет спустя, «Play Pals» восстанавливает репутацию на рынке и возобновляет производство кукол «Хорошего парня», в одну из которых вновь попадает душа Чарльза Ли Рэя. Он собирается отомстить Энди, ставшему курсантом в военном училище. Ко всему прочему, Чаки намеревается переселить душу в тело другого курсанта, Рональда Тайлера. Он преуспевает в похищении Тайлера, но Энди вновь срывает его планы, забрасывая куклу на лопасти рабочего вентилятора, после чего того разрывает на части.
Бывшая сообщница и подружка Чаки Тиффани добывает остатки куклы «Хорошего парня» и возвращает душу Чаки в его тело посредством ритуала вуду. Тем не менее, узнав, что тот никогда не любил её и не собирался на ней жениться, Тиффани запирает его в вольере вместе с куклой-невестой. Освободившись, Чаки убивает Тиффани, а затем переселяет её душу в тело куклы-невесты. Они узнают о возможности вселиться в тела других людей с помощью артефакта Сердца Дамбалы, организовав поездку до его местонахождения с помощью влюблённых Джесси и Джейд. Тиффани, тронутая чувствами молодых людей друг к другу, предаёт Чаки, за что тот убивает её ударом ножом в сердце, однако его самого подстреливает Джейд. В то же время, Тиффани успевает произвести на свет окровавленную куклу. Несколько лет спустя, потом Чаки и Тиффани, Глен / Гленда, возвращает родителей к жизни, прочтя надпись на Сердце Дамбалы, в результате чего их души вселяются в куклы, использованные для съёмок документальных фильмов. Чаки и Тиффани намереваются вселиться в тела Редмэна и Дженнифер Тилли, а также оплодотворить последнюю и перенести душу Глена / Гленды в новорожденного ребёнка. В конце концов, их ценности расходятся и Чаки убивает Тиффани ударом топора по голове, но та успевает вселиться в тело Тилли и поместить душу Глена / Гленды в появившихся на свет близнецов. Перед этим, Глен расчленяет Чаки топором и тот перед смертью выражает гордость за своего ребёнка. Некоторое время спустя, Глен получает подарок, в котором находится оторванная рука Чаки, схватившая его за горло.
В 2013 году кукла «Хорошего парня» по имени Чаки таинственным образом прибывает по почте в отрезанный от цивилизации дом Ники Пирс, страдающей параличом нижних конечностей, и её матери Сары. В конце концов он убивает Сару и остальных членов семьи Ники, которую власти обвиняют в убийстве и сажают в психиатрическую лечебницу. Кукла Чаки попадает в дом Элис, племянницы Ники, и пытается вселиться в её тело, предварительно убив бабушку Элис. Шесть месяцев спустя, к повзрослевшему Энди Баркли попадает Чаки, по-прежнему находившийся в теле куклы. Он пытается убить Энди, но тот нейтрализует его выстрелом из дробовика. Он сохраняет себе голову куклы и начинает различным образом пытать её. В то же время другая кукла проникает в лечебницу, куда поместили Нику, и находит способ расколоть свою душу на несколько частей, в конечном итоге вселившись в тело Ники, которое после этого обретает возможность двигаться. Затем его подбирает Тиффани. Они возобновляют свои отношения поцелуем. Рядом с ними оказывается ожившая кукла Тиффани, содержащая часть её души.
Некоторое время спустя после переселения души Чаки в тело Ники, 14-летний Джейк Уилер покупает куклу «Хорошего парня» на дворовой распродаже, на которую её подбросила Тиффани. Со временем, Чаки убивает отца Джейка, Лукаса, и раскрывает свою тайну Джейка, убеждая того, что тому следует расплатиться с обидчиками. Когда Джейк переезжает в дом своего дяди и его семьи, Чаки избирает новой жертвой обидчицу Джейка, Лекси, попутно убивая других обидчиков и родственников Джейка. В это время Ника, по-прежнему пребывая в обществе Тиффани, в результате сильного удара по голове приходит в себя и вновь становится парализованной. Несмотря на попытки выдать себя за Чаки, Тиффани раскрывает её обман. Сама Тиффани помогает Чаки в осуществлении его коварного плана: вселиться во множество кукол «Хорошего парня», которые будут подарены детям из неблагополучных семей. Джейк, объединив усилия с Лекси, своим парнем Дэвоном, Энди и Кайл срывает замысел Чаки и убивает куклу, сломавшую его жизнь.

### Перезапуск
Чаки представлен как высокотехнологичная кукла с искусственным интеллектом серии «Приятель» фирмы «Caslan Industries». Куклы «Приятель», изначально разработанные с целью становления спутником своего владельца на протяжении всей жизни, адаптируются к его окружению и могут подключаться к другим продуктам «Caslan Industries» и управлять ими. Меры безопасности одной из таких кукол были отключены недовольным сотрудником «Caslan Industries» во время процесса сборки, в результате чего Чаки постепенно развивает склонность к убийству, поскольку он пытается устранить всех или что-либо, кто, по его мнению, причиняет вред ему и его «лучшему другу», его владельцу Энди Баркли.

## Другие появления

### Комиксы

Обложка Chucky vol. 1 (Апрель, 2007). Художник — Райан Оттли.

#### Innovation Publishing
В 1992 году компания Innovation Publishing выпустила первую ограниченную серию комиксов базирующуюся на франшизе «Детские игры», являющуюся адаптацию фильма «Детские игры 2» и состоящую из трёх выпусков. Впоследствии все выпуски были выпущены в твёрдой обложке. Серия под названием Child’s Play: The Series завершилась в 1992 году после пяти выпусков. В дальнейшем вышла адаптация «Детские игры 3» из трёх выпусков.

#### Devil’s Due Publishing
В 2007 году Devil’s Due Publishing приобрёл лицензию на публикацию комиксов по франшизе «Детские игры» и выпустил кроссовер с Hack/Slash под названием Hack/Slash vs. Chucky. Затем последовала серия из четырёх выпусков под названием Chucky. В 2009 году состоялась публикация единственного первого выпуска второго тома.

### Видеоигра
В 2013 году состоялся выход игры Chucky: Slash & Dash для iOS, где Чаки и Тиффани выступили играбельными персонажами. По сюжету игры, Чаки попадает в нескончаемый кошмар, где он вынужден бесконечно бегать по фабрике, производящей кукол «Хороших парней». Игроки управляют Чаки во время бега по заводскому цеху, подиумам, складу и местности снаружи. Им необходимо избегать конвейерных лент, вилочных погрузчиков, луж с кислотой, бочек и других препятствий. Также Чаки может устранять охранников, патрулирующих фабрику, с помощью фирменного ножа или другого оружия, такого как тесак, отвёртка или топорик. По пути, игроки собирают батареи, которые можно использовать для покупки внутриигровых предметов или бонусов, таких как двойной бонус батареи, быстрый старт или дополнительные жизни, что могут продлить пробег после смерти.

### Тематические парки аттракционов Universal
Начиная с 1992 года Чаки играет главную роль в собственной зоне страха Universal Studios Halloween Horror Nights под названием Chucky’s In-Your-Face Insults и Chucky’s Insult Emporium.
В 2009 году кульминационная сцена из «Детских игр 3» получила собственный лабиринт под названием Chucky’s Fun House. В 2013 году открылась зона страха по мотивам «Проклятия Чаки». В 2017 году Чаки был ведущим голливудского мероприятия Terror Tram, наряду с Фредди Крюгером, Джейсоном Вурхизом и Кожаным лицом в рамках продвижения фильма «Культ Чаки». В 2018 году он появился в собственной зоне страха на мероприятии в Орландо.

## Критика и наследие
Чаки является культовым персонажем фильмов ужасов. Его создатель, Дон Манчини, объясняет популярность франшизы «Детские игры» любовью зрителей к её ведущему персонажу. В 2012 году, IGN поместил его на 13-е место среди «25 злодеев хорроров». Автор списка Джефф Снайдер отметил, что «несмотря на уклон сиквелов франшизы в комедийное направление, благодаря озвучке Брэда Дурифа Чаки оставался внушающим [ персонажем ] на протяжении десятилетий». WatchMojo.com выбрал Чаки победителем среди «20 самых страшных кукол в фильмах ужасов». Сайт Yahoo! Movies поместил Чаки на 8-е место в своём списке «13 культовых злодеев в истории ужасов».

### В поп-культуре
В 1990 году Чаки был ведущим церемонии Horror Hall of Fame. 12 октября 1998 года Чаки появляется в одном из эпизодов «WCW Monday Nitro» в рамках маркетинговой компании «Невесты Чаки», где сталкивается с Джином Окерландом и Риком Штайнером. В том же году персонаж принял участие в одном из выпусков Saturday Night Live, где обсудил импичмент Билла Клинтона. В 2004 году, во время маркетинговой компании по продвижению «Потомства Чаки», Чаки дал интервью киножурналисту Джиму Морету, где продемонстрировал свои якобы потерянные записи прослушивания. Тогда же, на канале Syfy, Чаки и Дженнифер Тилли рекламировали предстоящее «Потомство Чаки». В дополнительных материалах к «Потомству Чаки» Чаки, Тиффани и Глен обсуждают свой отпуск, в ходе чего выясняется, что Чаки кого-то убил; это расстраивает Тиффани и смущает Глена. Вместе с Тиффани и Дженнифер Тилли, Чак участвовал в интервью с Fuzion. В 2013 году было снято несколько рекламных роликов под названием «Чаки вторгается в ваши любимые фильмы ужасов»: «Судная ночь», «Психо», «Мама» и «Затащи меня в ад». Чаки дал эксклюзивное интервью журнал USA Today и Maxim, в рамках продвижения «Проклятия Чаки». В 2014 году, Чаки принял участие в рекламе Superbowl 2014 года для Radio Shack. В фильме «Первому игроку приготовиться» 2018 года Чаки участвует в финальном сражении. Чаки противостоит другому культову персонажу хорроров, Майклу Майерсу в рекламном ролике к фильму «Хэллоуин убивает» 2021 года. 26 октября 2021 года Чаки был одним из организаторов «NXT: Halloween Havoc», помогая крутить колесо и заключать сделки.
Образ Чаки неоднократно пародировался во многих популярных медиа продуктах. В комиксе Super Mario in Die Nacht des Grauens 1996 года Чаки работал на Варио и демона по имени Абигор, вместе с которыми хотел захватить небоскрёб, в котором жили персонажи Nintendo. В фильме «Мафия!» 1998 года 5-летний мальчик по имени Чаки является внуком мафиозного дона, которого он убивает с помощью инсектицида. В мультфильме «Кто боится монстров?» 2000 года появляется женская версия Чаки, кукла по имени Чики. Студент по имени Чаки, владеющий ножом, фигурировал в фильме «Ну очень страшное кино» 2000 года. В картине «Стан Хельсинг» 2009 года Чаки пародировался как кукла по имени Лаки.
Чаки упоминается и фигурирует в нескольких эпизодах и комиксах «Симпсонов», «Робоцыпа» и «Шоу Кливленда». В игре «Family Guy: The Quest for Stuff» Чаки и Тиффани появляются в качестве неиграбельных персонажей.

### Товары
NECA объявила о разработке коллекционных кукол Чаки и Тиффани из фильма «Невеста Чаки». Куклы будут изготовлены в натуральную величину и планируются к выпуску в начале 2022 года. В 2021 году, для Halloween Horror Nights 2021 Universal Studios Japan выпустила тематическую продукцию по франшизе «Детские игры», главным символом которой выступил Чаки.